# 高在縦定位
高在縦定位（こうざいじゅうていい）とは、異常分娩のひとつである。
児頭が第1および第2回旋を行なうことなく、分娩初期において、矢状縫合が骨盤入口の縦径に一致して状態で止まり、 そこから分娩が進行しないものをいう。 原因としては母体骨盤の形状が考えられている。円形の骨盤の女性は高在縦定位を起こしやすい。低在横定位では第1回旋は行われているが、第2回旋が行われていないというところが違いである。この第1回旋ができたか否かで分娩が停止する位置が変わってくる。高在縦定位では骨盤入口で低在横定位では骨盤出口で分娩が停止する。定位はあくまで児頭の回旋異常によって、分娩の進行が停止した状態である。回旋異常がなく分娩が停止することも当然あるので、診断には注意が必要である。

## 治療
- 用手回旋
- 帝王切開、特にCPDがある場合